# Bucarasica
Bucarasica – miasto w Kolumbii, w departamencie Norte de Santander.